# Empusa pennata

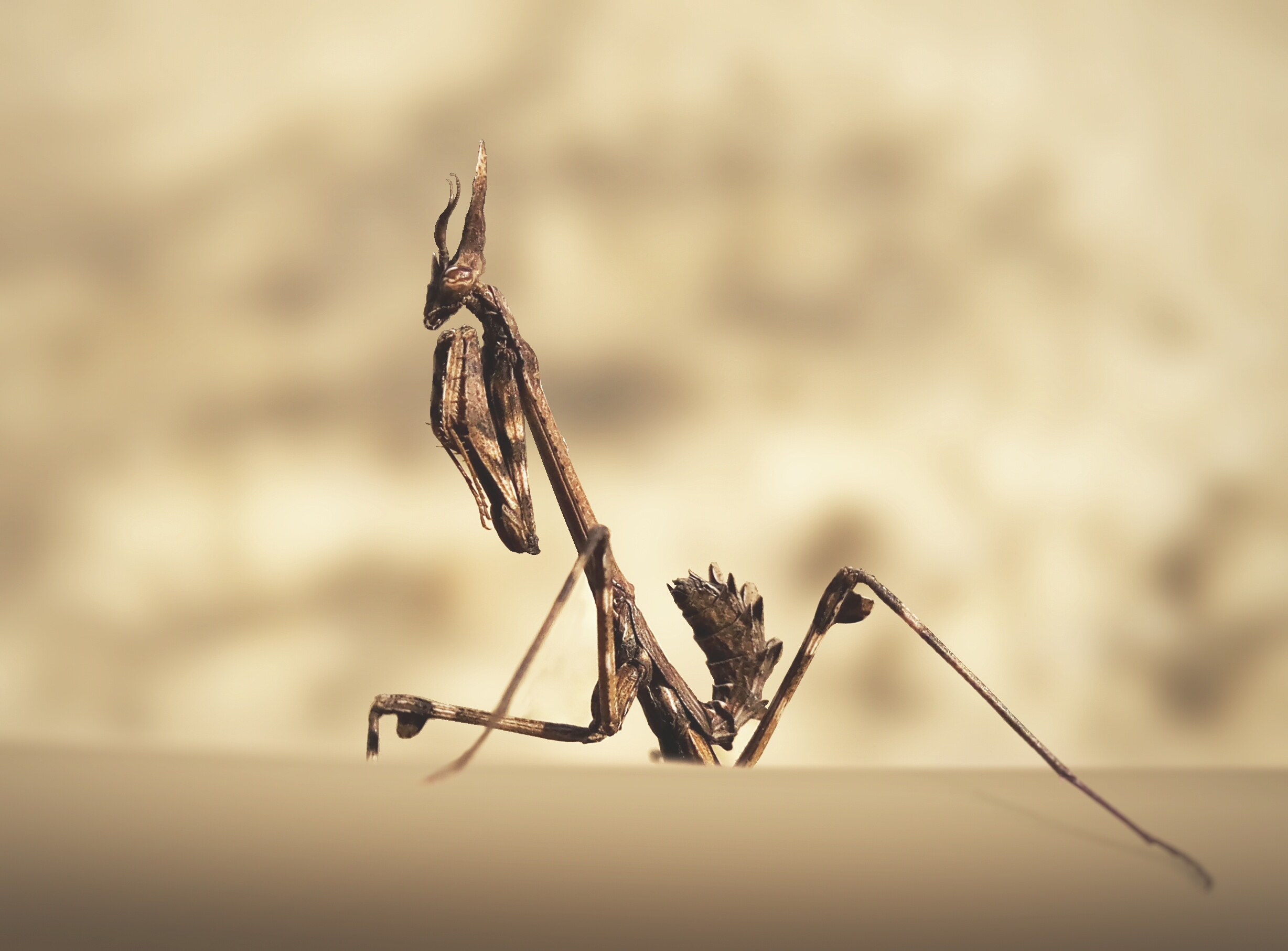
Empusa pennata

La empusa o mantis palo (Empusa pennata) es una especie de insecto mantodeo de la familia Empusidae caracteriza por su aspecto de palo y su inconfundible penacho o cresta en la cabeza.

## Descripción

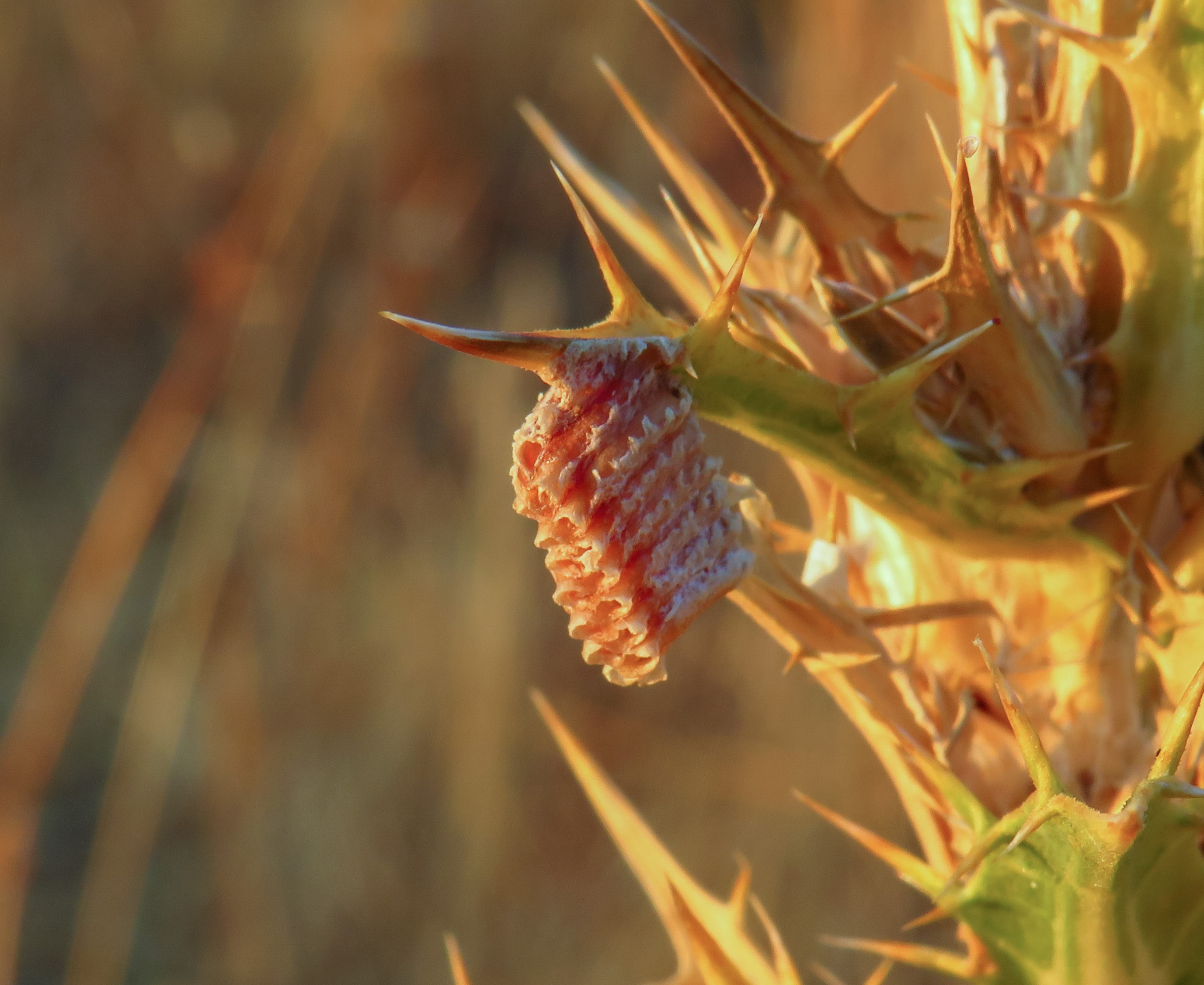
Ooteca de Empusa pennata en Madrid (España).

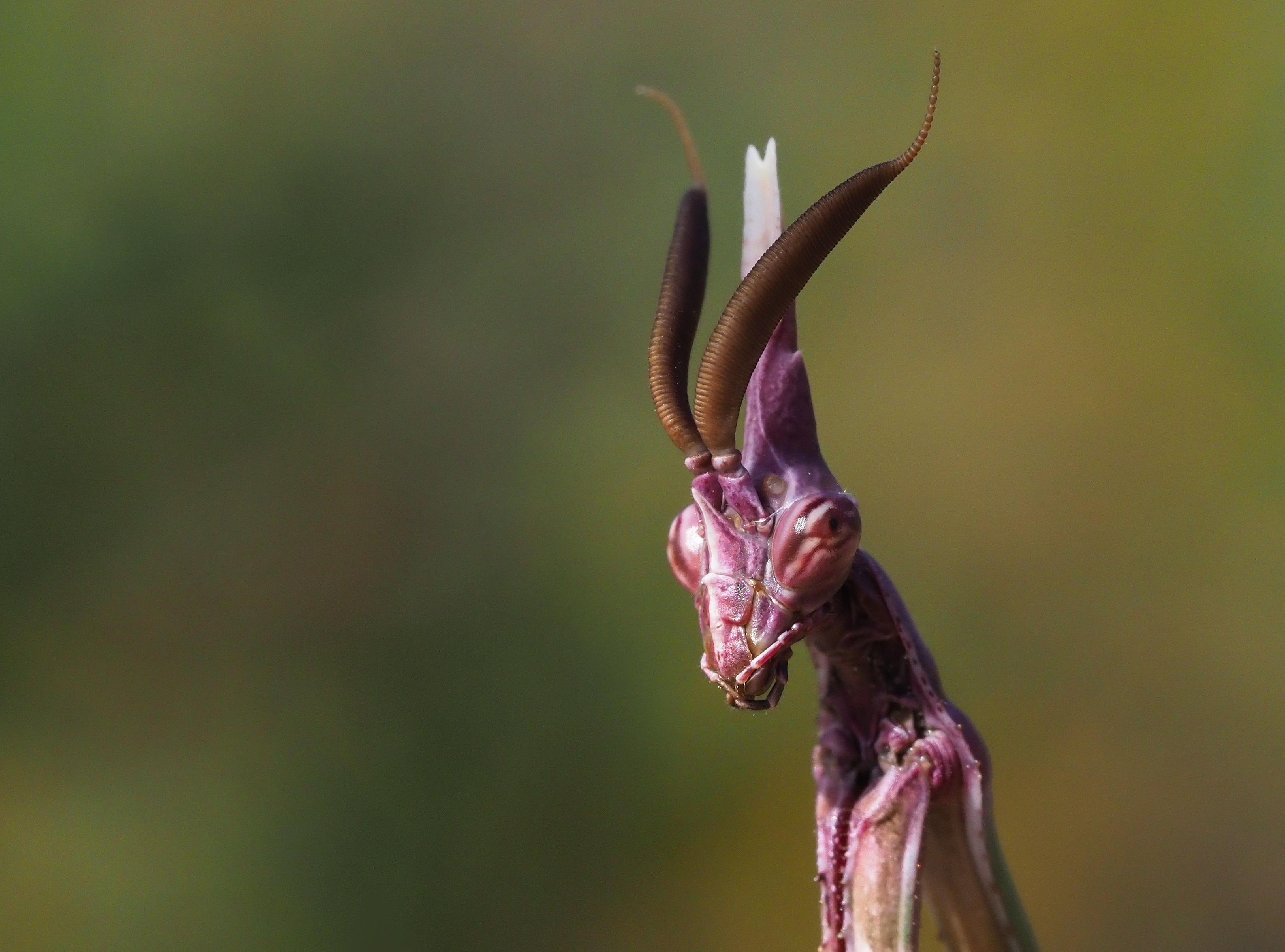
E. pennata con la extensión de corona distinguible.

Esta mantis es una especie estilizada, incluso en el contexto de su familia. Presenta una cabeza pequeña con una protuberancia entre las dos antenas, un tórax largo y delgado y un abdomen pequeño y curvo. El primer par de patas se localiza en la parte anterior del tórax, mientras que las otras cuatro se localizan más abajo. Los adultos poseen alas, pero las ninfas  no. Los machos miden entre 5 y 6 cm, son algo más pequeños que las hembras que pueden alcanzar unos 8 cm de longitud. Ambos se caracterizan por las rugosidades en la cutícula, así como su color ocre, que las camufla con la hierba seca en la que habitan. Los machos adultos tienen antenas plumosas y la capacidad de alzar el vuelo a diferencia de las hembras que son de mayor tamaño y les cuesta alzar el vuelo.

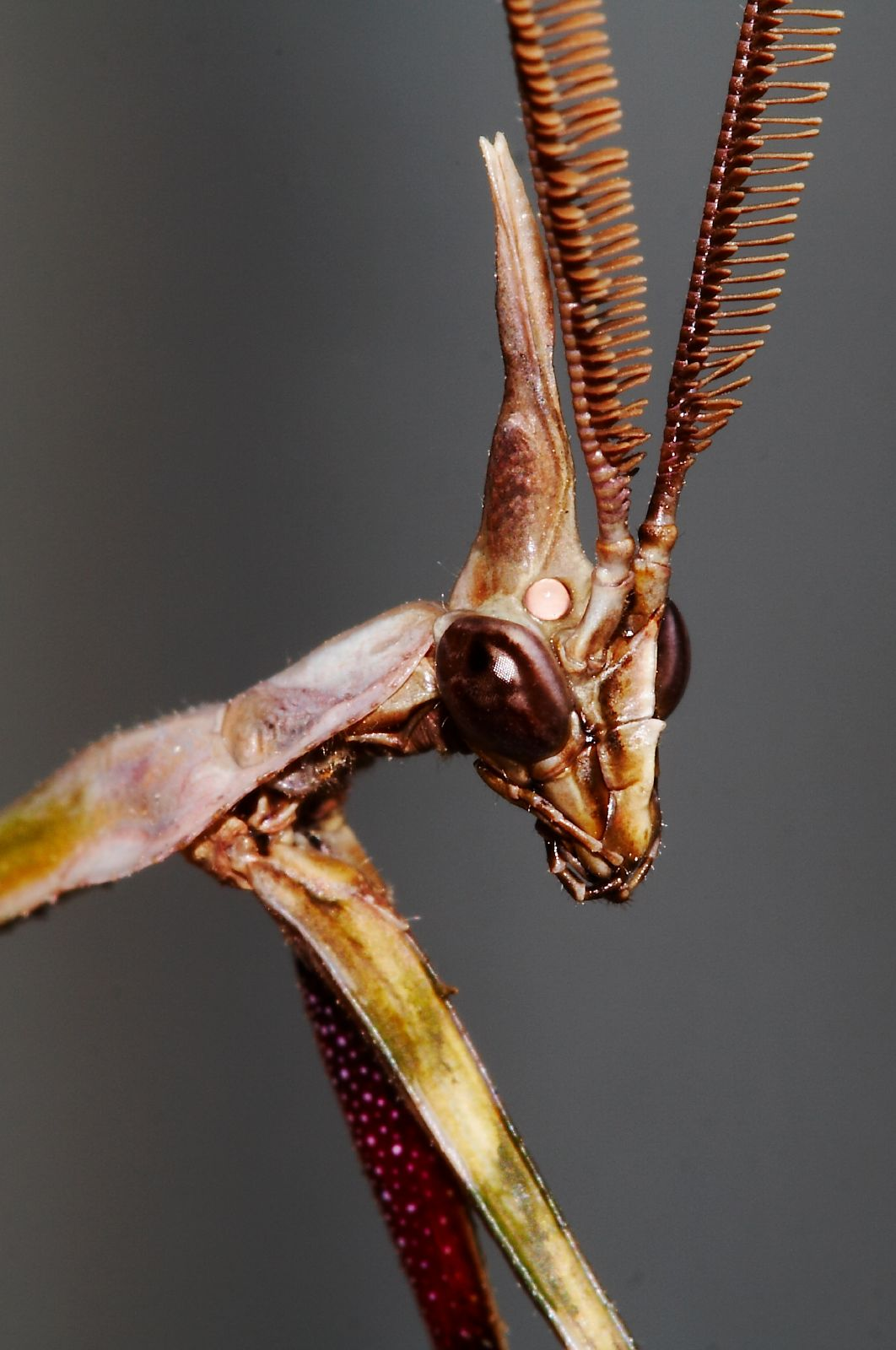
Adulto - Cabeza masculina
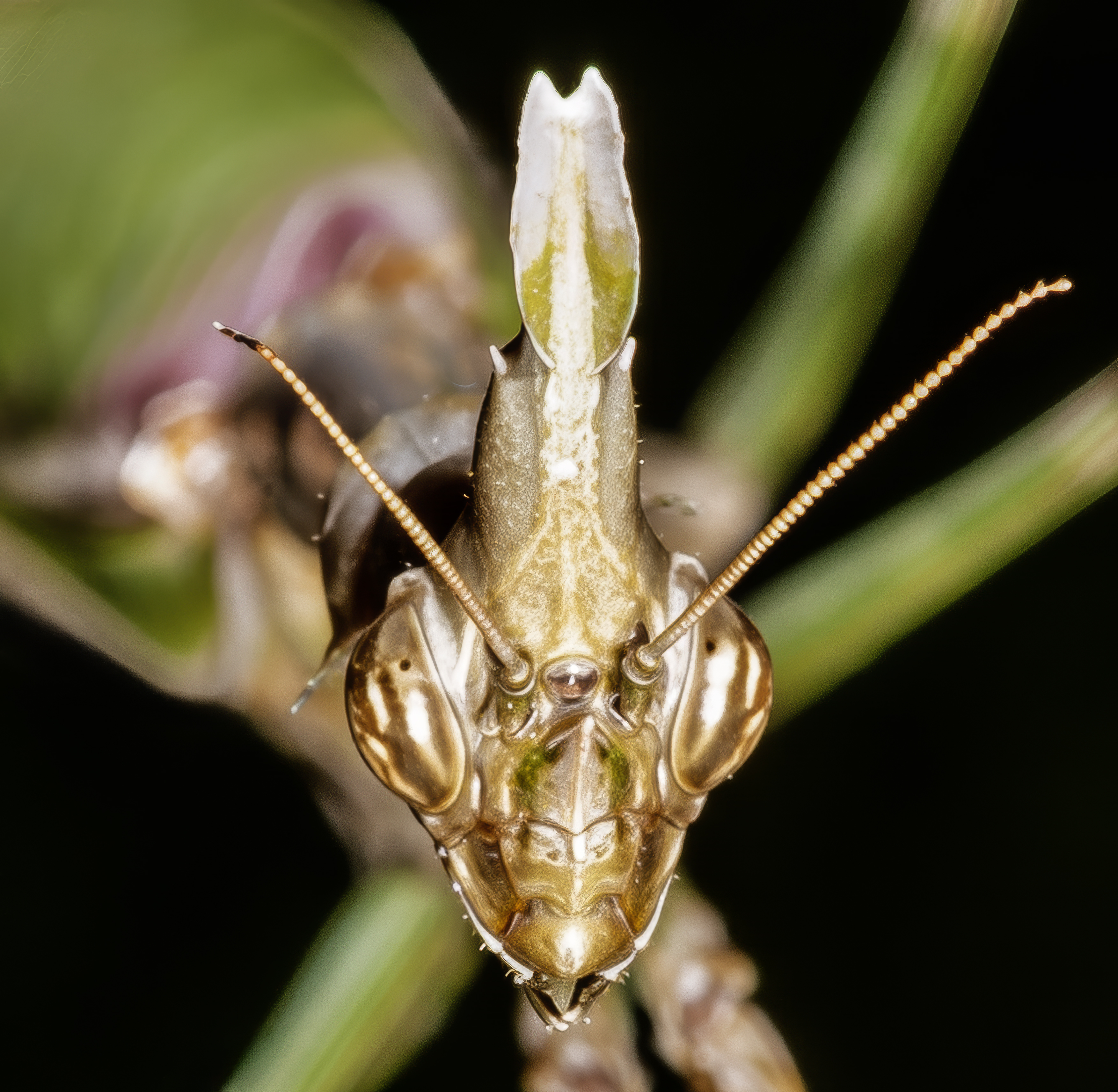
Adulto - Cabeza de mujer

## Distribución geográfica
Se encuentra en la península ibérica (España y Portugal) y en el litoral continental mediterráneo de Francia, Italia y el norte de África, así como en la mayoría de las islas mayores del mediterráneo occidental. Vive en zonas cercanas al litoral y en zonas de matorral seco, acechando a insectos en el suelo.

## Hábitat y ecología
E. pennata es de hábitos diurnos y vive sobre la tierra, ramaje o tallos de plantas de las zonas cercanas al litoral, generalmente asociadas al clima mediterráneo. Vive camuflada en matorrales bajos de zonas áridas y semiáridas así como herbazales y prados. Esta es una especie termófila y con unos requerimientos de humedad bajos, aunque, a diferencia del resto de Mantis, es capaz de sobrevivir al invierno en su estado de ninfa entrando en letargo; el resto de las Mantis pasan los inviernos en fase de huevo. 
La Empusa es un insecto depredador, tiene una dieta exclusivamente carnívora, siendo su principal fuente de alimento otros tipos de insectos voladores  y arácnidos. Suelen pasar la mayor parte del día inmóviles en alguna rama esperando presas. No son especialmente agresivas pero si se les molesta extienden y separan las patas captoras amenazantes y los machos extienden las alas para aparentar mayor tamaño. Acecha a sus víctimas, inmóvil, en algún arbusto, o matorral. Para cazar goza de un sentido de la vista muy desarrollado gracias al enorme campo visual que le facilita la gran movilidad de la cabeza junto con sus grandes ojos compuestos. Al igual que el resto de las mantis mantiene el par de patas anteriores plegadas y juntas mientras espera para atacar. Una vez localizada la presa, la Empusa se muestra como un insecto muy ágil y rápido en sus movimientos. Para capturar a sus presas estira velozmente el conjunto articulado de sus patas anteriores, plegándolas y retrayéndolas rápidamente en torno al tórax o abdomen de la presa. Las espinas de los bordes y caras internas de estas patas facilitan la prensión de la víctima. Las Empusas devoran con sus fuertes mandíbulas a sus presas inmediatamente después de su captura.
Son como todas las mantis, de hábitos solitarios, y tan sólo se reunirán para el apareamiento. Aproximadamente a principio de verano (Generalmente en el mes de junio) los ejemplares realizan la última muda y alcanzan la madurez, dos o tres semanas después de que lo hagan estarán listos para reproducirse. El apareamiento es complejo y no exento de problemas, principalmente para el macho que puede acabar devorado por la hembra, aunque esta circunstancia es bastante más rara que en la Mantis religiosa. El apareamiento comienza con la emisión de feromonas por parte de las hembras y que son captadas por las antenas bipectinadas de los machos, que son mucho más ágiles volando. La cópula comienza con una aproximación muy cautelosa del macho y siempre por atrás, una presentación frontal normalmente acaba con la predación del macho. Después de varios tanteos e intentos, el macho queda fijado a la hembra, quedando este muy atrás, evitando de este modo un ataque fatal por parte de la hembra. A partir de este momento el macho comienza a depositar sus espermatozoides dentro del abdomen de la hembra. El apareamiento puede durar unas dos horas. 
La hembra deposita, a final de verano o principio del otoño, sus huevos en montoncitos espumosos llamados ootecas, que ata a las ramitas o coloca debajo de piedras y maderas, lo normal es que haga varias puestas. La espuma se endurece pronto, lo que protege los huevos hasta su eclosión. La ooteca mide no más de 1,5 cm, es más alargada que ancha y de color marrón. El tiempo que tarde una ooteca en eclosionar depende en cierta medida de la temperatura y la humedad, aunque lo normal es que ronde un mes en buenas condiciones. De esta saldrán unas treinta ninfas que a partir de uno o dos días comenzarán a comer. Estas hibernarán cuando se produzca la caída de temperaturas otoñal en estado de semihibernación resguardándose en agujeros o bajo las plantas. El ciclo vital de una Empusa ronda el año. Las Empusas cuando nacen, lo hacen en estado de ninfa, por lo que deben mudar su cuerpo seis veces antes de convertirse en ejemplares adultos. Para lograr la muda se suspenden de alguna ramita, hacia abajo. El color del medio en el que habita durante su última muda (si se trata por ejemplo de paja seca o hierba verde) determina el color del adulto.

## Etimología
Empusa está relacionado con el “Hades” o infierno de los antiguos griegos. Empusa era la guardiana del Hades o infierno en la obra “Las ranas” de Aristófanes, capaz de cambiar de aspecto y seducir a los hombres para beber su sangre y devorarlos. Quizá la asociación venga de esa costumbre de devorar al macho después de la cópula, que siempre se comenta de las mantis, algo que no es tan frecuente como se dice y aún lo es menos en el caso de las empusas.
pennata es un epíteto que hace referencia a la protuberancia en forma de cuerno que este insecto posee en la cabeza.

## Liberación nocturna de feromonas
Los insectos que desarrollan técnicas de camuflaje no pueden depender de la visión en la búsqueda de su pareja porque serán indetectables entre sí. Por lo tanto, como una forma alternativa de encontrar e identificar a la potencial pareja, se usa feromona sexual. La liberación de feromonas sexuales por Empusa pennata es una adaptación derivada de la selección sexual.

## Ecología alimentaria
Las mantis acechan a sus presas y se abalanzan sobre ellas, agarrándolas con sus patas delanteras raptoriales. Solo se selecciona la presa viva y se consume directamente después de la captura. El depredador se orienta ópticamente y, por lo tanto, solo se da cuenta de la presa en movimiento. El tamaño máximo de presa que las mantis pueden abrumar es específico de la especie y depende del tipo de presa. En promedio, las mantis comen grillos en un 50% de su propio peso corporal, mientras que las cucarachas pueden llegar a pesar hasta un 110%.

## Galería

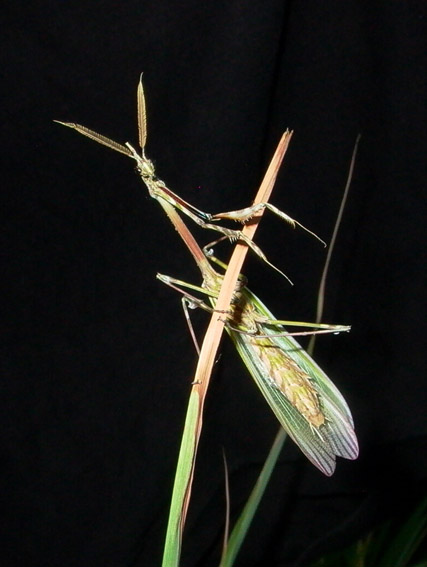
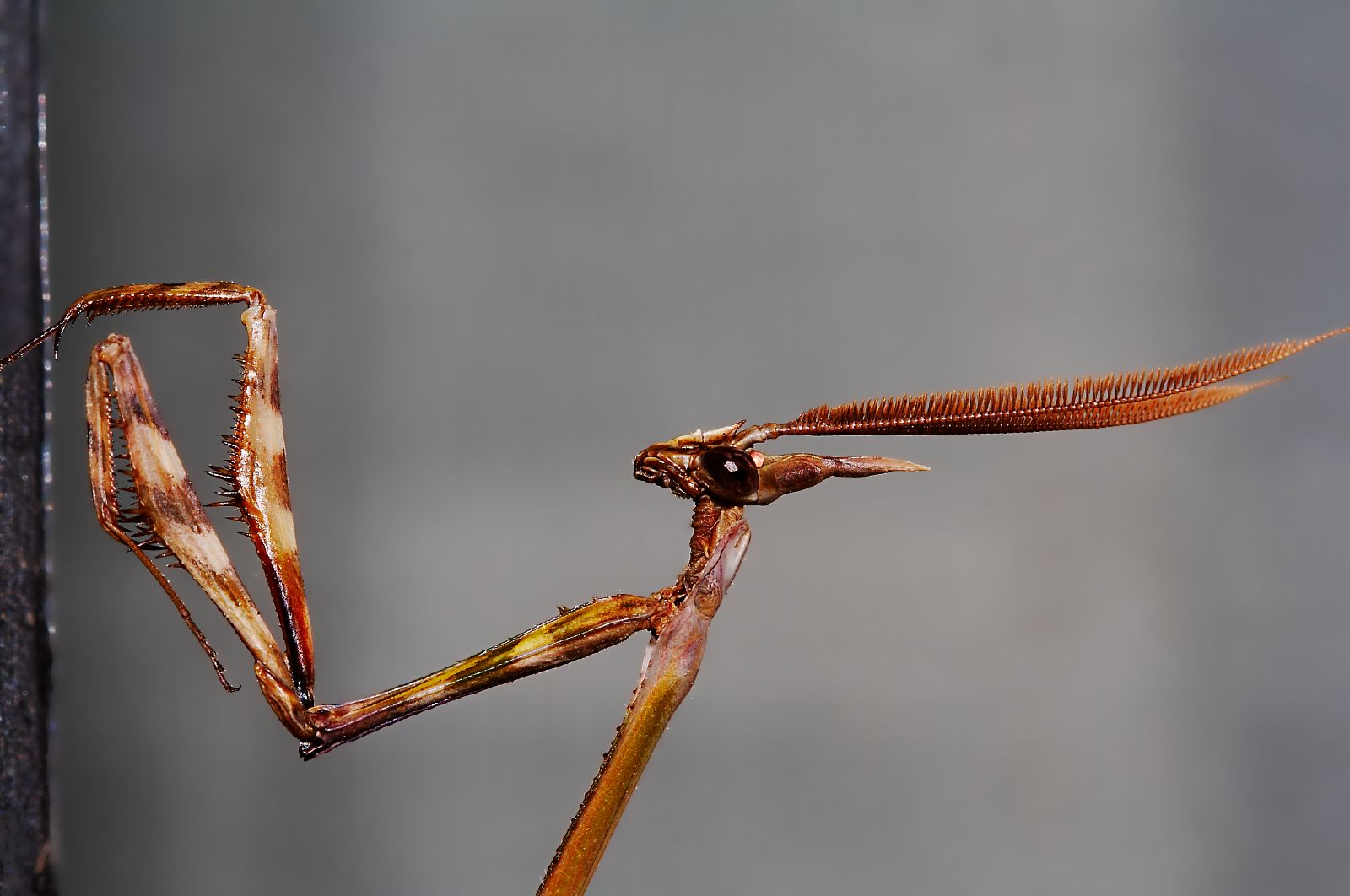